# Gesetz von Lanchester
Das Gesetz von Lanchester (englisch Lanchester’s Law) ist ein deterministisches Modell aus der Militärtaktik für die Verluste in Gefechtssituationen unter bestimmten Bedingungen. Es wurde von M. Osipov und von Frederick W. Lanchester während des Ersten Weltkriegs unabhängig voneinander formuliert.

## Einfachste Form
In seiner einfachsten Ausführung gehören zu den Bedingungen, unter denen das Gesetz anwendbar ist:
- Zwei gegnerische Armeen stehen sich mit einer bekannten Anzahl an Einheiten gegenüber.
- Beide Armeen beginnen gleichzeitig mit dem Beschuss.
- Jede Einheit hat eine definierte und gleichbleibende Feuerkraft, diese Feuerkraft ist im einfachsten Fall des Lanchester Laws auf beiden Seiten gleich.

Diese Bedingungen können beispielsweise bei einem Artilleriegefecht annähernd gegeben sein.
Unter diesen Bedingungen ist nachvollziehbar der Ausgang des Gefechts allein vom Zahlenverhältnis der beteiligten Einheiten abhängig. Und zwar dergestalt, dass die Differenz der Quadrate zwischen den gegnerischen Einheiten stets gleich bleibt, bis auf einer Seite alle Einheiten eliminiert sind.
Beispiel: Armee Grün (G) verfügt über 3 Einheiten (Quadrat = 9), Armee Rot (R) über 5 Einheiten (Q=25, die Differenz ist damit 16) dann wird nach dem Kampf Armee Grün eliminiert sein, während Armee Rot noch über 4 Einheiten verfügt.
Aus {\displaystyle {\frac {dR}{dt}}=-G}  und {\displaystyle {\frac {dG}{dt}}=-R} folgt nach Multiplikation beider Gleichungen {\displaystyle \int RdR=\int GdG} und damit
{\displaystyle R^{2}-G^{2}=\mathrm {konstant} }

## Unter Berücksichtigung der Feuerkraft
Das oben beschriebene Modell lässt sich erweitern, indem man die Feuerkraft der Einheiten auf beiden Seiten berücksichtigt (g für die Feuerkraft der grünen Einheiten, r für die der roten Einheiten):
{\displaystyle rR^{2}-gG^{2}=\mathrm {konstant} }
Demnach hat die Feuerkraft lediglich einen linearen Einfluss und fällt gegenüber der absoluten Anzahl der gegenüberstehenden Einheiten kaum ins Gewicht. Nur bei annähernd gleicher Anzahl von Einheiten wird die Feuerkraft zum entscheidenden Faktor.
In Lanchesters Gesetz zeigt sich eindrucksvoll die alte strategische Weisheit, dass die Bündelung der Kräfte – oder im Gegensatz dazu das Zerteilen des Gegners – maßgeblich für den Erfolg eines Gefechts ist.

## Praktische Anwendbarkeit

### In der Militärtaktik
In realen Gefechten sind die Bedingungen des Gesetzes von Lanchester im großen Zusammenhang, also etwa für die Beschreibung einer Schlacht, nicht adäquat, da hier die beteiligten Einheiten sich in der Art ihrer Bewaffnung sehr unterscheiden. Weiterhin sind die Einheiten mobil und es werden Einheiten zugeführt / abgezogen. Jedoch ist Lanchesters Gesetz zutreffend, wenn man die Betrachtung realer Gefechte in zeitlicher und räumlicher Hinsicht eingrenzt. Die als Alternative zum Lanchesters Gesetz eingesetzten Simulationen sind hingegen in der Regel sehr komplex und kaum nachvollziehbar. Insofern besticht das durch Lanchester formulierte Gesetz durch seine Einfachheit.

### Einsatz auf nichtmilitärischem Gebiet
Das Gesetz von Lanchester wird darüber hinaus in der Biologie angewandt, etwa in der Immunologie. Auch im wirtschaftlichen Wettbewerb gibt es vergleichbare Bedingungen.